# Léon Bourgeois

Léon Bourgeois

Léon Victor Auguste Bourgeois (París, França 1851 - castell d'Oger, Marne 1925) fou un polític francès guardonat amb el Premi Nobel de la Pau el 1920.

## Joventut i estudis
Nasqué a la ciutat de París el 21 de maig de 1851 i s'educà en lleis. Tota la seva vida la dedicà a l'activitat política i administrativa francesa. El 1882 fou nomenat prefecte de Tarn i el 1885 de l'Alta Garona, per traslladar-se posteriorment a París el 1887 on fou nomenat prefecte de policia.

## Vida política
El 1888 fou elegit diputat pel Partit Radical al Marne. A partir d'aquell moment el seu ascens fou imparable, i va ser nomenat Subsecretari d'Estat en el Govern de Charles Floquet. Posteriorment va ocupar diferents càrrecs de ministre: Ministre d'Educació Nacional entre 1890 i 1892, i novament el 1898; Ministre de Justícia el 1893; Ministre d'Assumptes Exteriors el 1906. El moment culminant de la seva carrera política fou quan va ser nomenat Primer Ministre de França entre novembre de 1895 i l'abril de 1896. Durant la Primera Guerra Mundial participà en el govern francès com a ministre sense cartera.
Posteriorment fou nomenat President de la Cambra dels Diputats des del juny de 1902 fins al gener de 1904. Finalitzà la seva carrera política al Senat, d'on fou nomenat senador el 1905 i President de la Cambra del Senat des de gener de 1920 fins al febrer de 1923.
Fou delegat francès a les Conferències de Pau de la Haia el 1899 i el 1907, i fou membre del Tribunal Permanent d'Arbitratge de la Haia.
Va ajudar notablement l'Organització i la Fundació de la Societat de Nacions, presidint-ne el 1920 la primera sessió. Aquell mateix any fou guardonat amb el Premi Nobel de la Pau pel seu treball en favor de la pau i la seva participació en la fundació de la Societat de Nacions.